# Renata Mauer-Różańska

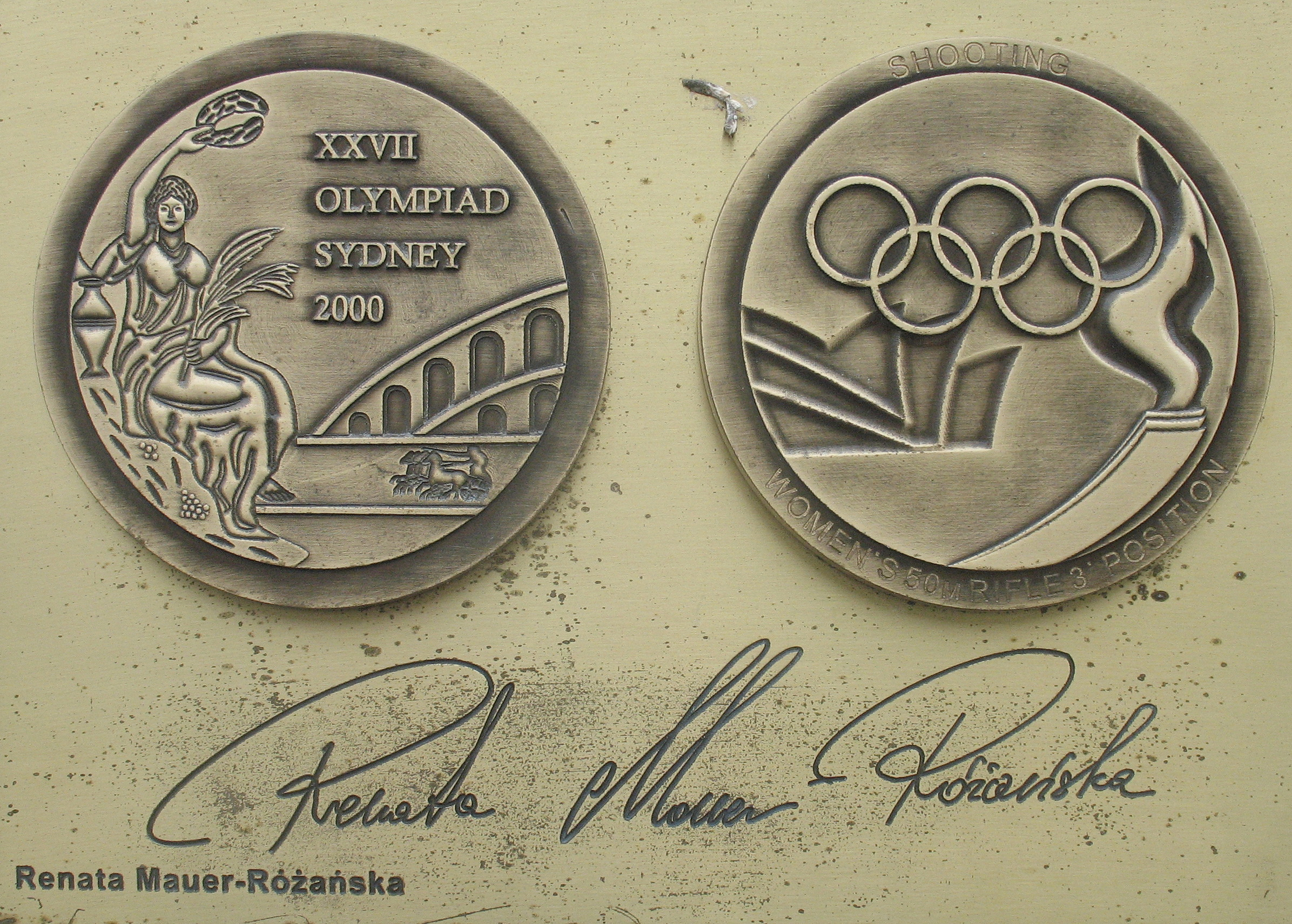
Copie R Mauer médaille et autographe Stars Avenue dans le sport Dziwnów

Renata Małgorzata Mauer-Różańska (née le 23 avril 1969, à Nasielsk) est une tireuse polonaise à la carabine à 10 et 50 mètres.

## Biographie
Elle était affiliée au club de tir de Varsovie, et depuis 1989 au Śląsk Wrocław.
Très tôt, elle accède au podium du tir à la carabine à air comprimé (médaille d'argent aux Championnats du monde juniors, à Moscou, en 1990).
Par la suite, un accident de voiture l'oblige à subir six mois de rééducation.
En 1996, elle participe aux Jeux olympiques de Barcelone. Mais c'est en 1996 qu'elle remporte le titre au tir à la carabine à 10 mètres. La victoire s'est jouée lors de la dernière ronde, dans laquelle l'allemande Petra Horneber, moins forte mentalement n'aligne que 8,8 points, contre 10,7 points pour la polonaise. Quelques jours plus tard, Renata Mauer-Różańska a remporté la médaille de bronze en tir à la carabine 50 m 3 positions. 
En 1996, elle a été élue meilleure athlète de l'année dans son pays. 
Lors des Jeux de Sydney en 2000, elle défendait son titre, mais n'a pu faire mieux que 15e. Quelques jours plus tard, elle a remporté la médaille d'or en Carabine 50 mètres, 3 positions. 
En 2004, à Athènes, elle n'a pas réussi à participer à la finale.
Pour ses performances sportives, elle reçoit la croix de chevalier (1996), puis la croix d'officier (2000) de l'ordre Polonia Restituta.

## Palmarès

### Jeux olympiques d'été
Carabine 10 m air comprimé
- Jeux olympiques d'été de 1996, à Atlanta,  Médaille d'or Shooting Women's Air Rifle, 10 metres
- Jeux olympiques d'été de 2004, à Athènes, 9e Shooting Women's Air Rifle, 10 metres
- Jeux olympiques d'été de 2000, à Sydney, 15e Shooting Women's Air Rifle, 10 metres
- Jeux olympiques d'été de 1992, à Barcelone, 17e Shooting Women's Air Rifle, 10 metres

Carabine 50 m 3 positions
- Jeux olympiques d'été de 2000, à Sydney,  Médaille d'or Women's Small-Bore Rifle, Three Positions
- Jeux olympiques d'été de 1996, à Atlanta,  Médaille de bronze Women's Small-Bore Rifle, Three Positions, 50 metres
- Jeux olympiques d'été de 1992, à Barcelone, 14e Women's Small-Bore Rifle, Three Positions, 50 metres
- Jeux olympiques d'été de 2004, à Athènes, 17e Shooting Women's Small-Bore Rifle, Three Positions, 50 metres

Deux fois Champion d'Europe 1997 Kuovola / Sippo (sport carabine 3x20 plans ind. Carabine et sportives 60 coups couché ind.).

### Championnats du monde
- Moscou, 1990,  Médaille d'argent chez les juniors
- Barcelone, 1998,  Médaille d'argent en carabine individuel, 40 coups
- Milan, 1994,  Médaille de bronze en carabine individuel, 40 coups

### Championnats d'Europe
- Kuovola / Sippo, 1997,  Médaille d'or en individuel, carabine 3x20 coups
- Kuovola / Sippo, 1997,  Médaille d'or en individuel, carabine 60 coups couché

### Championnats de Pologne
Elle fut plusieurs fois championne de Pologne au tir sportif.